# René Díaz
René Díaz (* 14. September 2001) ist ein mexikanischer Eishockeyspieler, der seit 2016 für die Olmec Stone Heads in der Liga Mexicana Élite.

## Karriere
René Díaz spielt seit Beginn seiner Karriere bei den Olmec Stone Heads in der Liga Mexicana Élite.

### International
Im Nachwuchsbereich spielte Díaz bei den U18-Weltmeisterschaften 2017, 2018 und 2019 sowie der U20-Weltmeisterschaft 2020 jeweils in der Division III.
Mit der Nationalmannschaft seines Landes nahm Díaz erstmals an den Weltmeisterschaften der Division II 2022 teil. Auch 2023 spielte er in der Division II.

## Erfolge und Auszeichnungen
- 2017 Aufstieg in die Division III, Gruppe A, bei der U20-Weltmeisterschaft der Division III, Gruppe B